# IC 289
IC 289 är en planetarisk nebulosa i stjärnbilden Cassiopeja ungefär 4200 ljusår från jorden. Den upptäcktes år 1888 av Lewis A. Swift.